# Dorobanțu, Constanța
Dorobanțu este un sat în comuna Nicolae Bălcescu din județul Constanța, Dobrogea, România. În trecut a purtat numele de Bilaller (în turcă  Bilar'ar). La recensământul din 2002 avea o populație de 1760 locuitori.

## Personalități
- Eugeniu Ivanov (n. 1933), fizician, membru corespondent al Academiei Române.